# Warrior (lutador)
Warrior (nascido Brian James Hellwig, Crawfordsville, 16 de junho de 1959 — Scottsdale, 8 de abril de 2014), mais conhecido pelos seus nomes no ringue Warrior e (The) Ultimate Warrior, foi lutador de luta profissional estadunidense, que é reconhecido pelas suas passagens na World Wrestling Federation (WWF, atual WWE) e World Championship Wrestling. Na WWF, Warrior ganhou os campeonatos da WWF e o Intercontinental, segurando ambos os títulos após derrotar Hulk Hogan no evento principal da WrestleMania VI em 1990.
Foi introduzido no Hall da Fama da WWE em 5 de abril de 2014, participando da WrestleMania XXX e do Raw do dia seguinte, marcando assim seu retorno a um programa da WWE após 18 anos. Porém, Warrior veio a falecer três dias depois de sua indução.

## Carreira no wrestling
- Treinamento em Circuitos Independentes (1985-1986)
- World Class Championship Wrestling (1986-1987)
- World Wrestling Federation (1987-1991, 1992-1996)
- World Championship Wrestling (1996-1998)
- Nu-Wrestling Evolution (2008)

## No wrestling
- Movimentos de finalização
  - Ultimate Splash[3] (Running splash)[1]

- Movimentos secundários
  - Atomic drop[3]
  - Gorilla press drop[1][3]
  - Leaping shoulder block[3]
  - Multiple running clotheslines[1]

- Temas de entrada
  - "Born to Be Wild" por Steppenwolf (WCCW; 1986)
  - "The Warrior" por Scandal (WCCW; 1986–1987)
  - "Unstable" por Jim Johnston[4][5] (WWF/E)
  - "The Ultimate Return" por AnAkA[6][7] (NWE)

## Títulos e prêmios
- Nu-Wrestling Evolution
  - NWE World Heavyweight Championship (1 vez)[8]

- Pro Wrestling Illustrated
  - Retorno do ano (1992)
  - Rivalidade do ano (1991) vs. The Undertaker
  - Luta do ano (1990) vs. Hulk Hogan no WrestleMania VI
  - PWI classificou-o em #101 dos 500 melhores lutadores na "PWI Years" em 2003[9]

- World Class Wrestling Association
  - WCWA Texas Heavyweight Championship (1 vez)[10]
  - WCWA World Tag Team Championship (1 vez) – com Lance Von Erich[11]

- World Wrestling Federation / WWE
  - WWF Championship (1 vez)[12]
  - WWF Intercontinental Championship (2 vezes)[13][14]
  - WWE Hall of Fame (Classe de 2014)[15]
  - Slammy Award por Retorno Surpresa do Ano (2014)

- Prêmios da Wrestling Observer Newsletter
  - Mais sobrevalorizado (1989–1991)[16]
  - Lutador favorito dos leitores (1989–1990)[16]
  - Pior rivalidade do ano (1989) vs. Andre the Giant[16]
  - Pior rivalidade do ano (1992) vs. Papa Shango[16]
  - Pior rivalidade do ano (1998) vs. Hulk Hogan[16]
  - Pior luta do ano (1989) vs. Andre the Giant em 31 de outubro[16]
  - Pior luta do ano (1998) vs. Hulk Hogan no Halloween Havoc[16]
  - Pior lutador (1988, 1998)[16]